# Alfred Reul
Alfred Reul (* 1. August 1909 in Łódź; † 16. März 1980 in Fulda) war ein polnischer Radrennfahrer.

## Sportliche Laufbahn
Reul war Teilnehmer der Olympischen Sommerspiele 1928 in Amsterdam. Er startete in der Mannschaftsverfolgung und wurde mit dem polnischen Vierer auf dem 5. Rang klassiert. Reul beendete bereits 1929 seine Laufbahn. Er studierte in Aachen und zog nach dem Zweiten Weltkrieg nach Hessen.